# Книги памяти Первой мировой войны
Книга памяти Первой мировой войны 1914—1918 годов — действующий проект на территории Российской Федерации, целью которого является:
- поиск и сбор информации о воинах Российской императорской армии (участники, раненые и погибшие; пленные; умершие: в плену, в лазаретах и госпиталях; награжденные медалями, орденами и оружием; и т. п.);
- обработка и систематизация собранной информации, с привязкой к определённой территории Российской империи (губерния, уезд, населенный пункт);
- издание Книг памяти по территориальному признаку, в бумажном (книжном) варианте, с присвоением ISBN и последующей рассылкой в библиотеки РФ;
- создание и размещение PDF-варианта изданной Книги памяти в сети Интернет (по решению руководителя рабочей группы).

Некоторые тома Книги памяти содержат также сведения о дальнейшей судьбе воинов Российской императорской армии на период с 1918 по 1923 год: умершие в плену, вернувшиеся из плена, мобилизованные в Красную, Белые или национальные армии, и/или репрессированные.
В Книгах памяти Первой мировой (Великой) войны 1914—1918 годов представлены сведения о нижних чинах (в основном), а также об офицерах, чиновниках и гражданских лицах. Информация может состоять как из одной Фамилии (с привязкой к губернии, уезду, населенному пункту или к воинскому подразделению), так и содержать полную биографию, наградной лист, послужной или формулярный списки.
Все Книги памяти Первой мировой (Великой) войны 1914—1918 годов содержат указатели: именные территориальные (персоналии по губерниям и уездам) и общий именной алфавитный указатель (все персоналии книги по алфавиту).

### Основные источники для составления Книг памяти Первой мировой войны 1914—1918 годов

#### Архивные источники
- Российский государственный военно-исторический архив (РГВИА, Москва)
- Российский государственный архив военно-морского флота (РГА ВМФ, Санкт-Петербург)
- Российский государственный исторический архив (РГИА, Санкт-Петербург)
- Российский государственный военный архив (РГВА, Москва)
- Государственный архив Рязанской области (ГКУ ГАРО, Рязань)
- Государственный архив Тамбовской области (ТОГБУ ГАТО, Тамбов)
- Государственный архив Воронежской области (КУВО ГАВО, Воронеж)
- Государственный архив Республики Крым (ГКУРК ГАРК, Симферополь)
- Государственный архив Нижегородской области (ГКУ ГАНО, Арзамас)
- Центральный архив Нижегородской области (ГКУ ЦАНО, Нижний Новгород)

#### Литературные источники
- «Именной список убитым, раненым и без вести пропавшим солдатам…» (№, по губерниям);
- «Именной список раненых и больных офицерских и нижних чинов, помещённых в лечебных заведениях (по сведениям Справочного отдела Красного Креста)…» (№, по годам);
- центральный печатный орган Военного Министерства газета «Русский инвалид» (с 1917 года — «Армия и флот свободной России»);
- военный и литературный журнал «Разведчик»;
- списки о награждении нижних чинов и офицеров и т. п.;
- местные губернские и уездные издания.

## Коллективы

### Рабочая группа под руководством А. И. Григорова (Москва)
Проект рабочей группы под руководством Григорова А. И. «Книга Памяти Великой войны 1914—1918 годов» — некоммерческий и является личным долгом памяти военного историка, генеалога и архивиста Григорова Александра Игоревича (Москва).
Работа группы А. И. Григорова над первой в России Книгой памяти Великой войны 1914—1918 годов была начата в 2005 году и продолжается по сей день. Это первый проект в России и в мире. Данные, собранные рабочей группой Григорова А. И., охватывают период, в основном, с 1914 по 1918 год и опираются на документы государственных архивов РФ (РГВИА, РГАВМФ, Государственные архивы Рязанской, Воронежской, Тамбовской областей, Республики Крым и др.), на изданные в годы Великой войны «Списки…» (см. выше) и сведения из центральной и губернской прессы тех лет.
Изданием Книг памяти Великой войны 1914—1918 годов (под руководством А. И. Григорова) занимается небольшой коллектив единомышленников (поиск, обработка, систематизация и издание документов). Вся работа выполняется безвозмездно, является исключительно гражданской инициативой и не имеет никакой государственной поддержки в какой-либо форме.
Первоначально работа велась лишь несколькими архивистами-исследователями и историками. 1-я в России книга памяти Первой мировой войны 1914—1918 годов — «Рязанская Книга Памяти Великой войны 1914—1918 годов. Том I» — была издана в 2010 году в бумажном виде минимальным тиражом в 200 экземпляров на частные пожертвования граждан РФ.
В 2010 году было принято решение создать Интернет-проект (интернет-версию и PDF-вариант) и к работе подключился генеалог и интернет-издатель Рогге Вадим Олегович (Москва), который размещает на своём личном сайте Книги памяти для всеобщего доступа.
Полный список всех авторов, благотворителей и других лиц, принимавших участие в создании Книг памяти Великой войны 1914—1918 годов под руководством А. И. Григорова, есть в каждом томе: на странице с выходными данными, в разделах «Предисловие» и «Список авторов».
Источники финансирования: Поиск в архивах, систематизация и обработка всей информации — бесплатно. Пожертвования граждан РФ и организаций РФ — только на печать типографским способом (Источник: см. список в каждом томе книги).

#### Список изданной литературы
Рязанская Книга памяти Великой войны 1914—1918 годов. Том I.

Составитель — А. И. Григоров. — М.: Типография РосАрхива, 2010. — 940 с., ил. — ISBN 978-5-93646-170-5. — Тираж 200 экз.

Преимущественно город Рязань и Рязанский уезд.

• ПЕРВАЯ в России книга памяти по 1-й Мировой войне.
Рязанская Книга памяти Великой войны 1914—1918 годов. Дополнение к I-му тому.

Составитель — А. И. Григоров. — М.: Типография РосАрхива, 2012. — 359 с., ил. — ISBN 978-5-93646-170-5. — Тираж 200 экз.

Преимущественно Рязанский уезд.
Рязанская Книга памяти Великой войны 1914—1918 годов. Том II.

Составители — А. И. Григоров, А. А. Григоров. — М.: Типография РосАрхива, 2012. — 1759 с., ил. — ISBN 978-5-93646-199-6. — Тираж 100 экз.

Преимущественно Ряжский и Спасский уезды.
Рязанская Книга памяти Великой войны 1914—1918 годов. Том III.

Составитель — А. И. Григоров. — М.: Типография МИД, 2016. — 1558 с., ил. — ISBN 5-85167-046-0. — Тираж 100 экз.

Преимущественно Рязанская губерния, Сапожковский и Касимовский уезды, а также Елатомский уезд Тамбовской губернии.
Воронежская Книга памяти Великой войны 1914—1918 годов. Том I.

Составитель — А. И. Григоров. — М.: Типография МИД, 2014. — 1680 с., ил. — ISBN 5-85167-049-4. — Тираж 100 экз.

Преимущественно город Воронеж, Воронежский и Павловский уезды Воронежской губернии и Борисоглебский уезд Тамбовской губернии, ныне входящий в состав Воронежской области; воспитанники (кадеты и выпускники) Михайловского Воронежского кадетского корпуса.
Воронежская Книга памяти Великой войны 1914—1918 годов. Приложение к I-му тому.

Составитель — А. И. Григоров. — М.: Типография МИД, 2014. — 564 с., ил. — ISBN 5-85167-049-5. — Тираж 100 экз.

Преимущественно город Воронеж, Воронежский и Павловский уезды Воронежской губернии и Борисоглебский уезд Тамбовской губернии, ныне входящий в состав Воронежской области.
Крымская Книга памяти Великой войны 1914—1918 годов. Том I.

Составитель — А. И. Григоров. — М.: Типография МИД, 2014. — 752 с., ил. — ISBN 5-85167-059-2. — Тираж 60 экз.

Преимущественно город Симферополь, Симферопольский и Феодосийский уезды Таврической губернии.
Крымская Книга памяти Великой войны 1914—1918 годов. Приложение к I-му тому.

Составитель — А. И. Григоров. — М.: Типография МИД, 2014. — 140 с., ил. — ISBN 5-85167-059-2. — Тираж 60 экз.

Преимущественно Симферопольский и Феодосийский уезды Таврической губернии.
Книга памяти «Черноморский флот в Великой войне 1914—1918 годов».

Составитель — А. И. Григоров. — М.: Типография МИД, 2014. — 406 с., ил. — ISBN 5-85167-058-4. — Тираж 100 экз.

Командующие, надводный и подводный флот, морские летчики, ополчение, духовенство, Морское министерство Крымского краевого правительства и др.
На 2017 год рабочей группой А. И. Григорова изданы сведения (по теме) на более чем 223 000 персоналий.
Книги памяти находятся в региональных и крупнейших библиотеках России и в свободном доступе на сайте «Дворянский род Рогге (Rogge)».

### Рабочая группа под руководством А. А. Меркурьева (Нижний Новгород)
Рабочая группа «Увековечивание памяти нижегородцев — героев Первой мировой войны» под руководством Алексея Алексеевича Меркурьева (заместитель председателя комиссии Общественной палаты Нижегородской области по вопросам гражданского общества, генерал-лейтенант запаса, бывший командующий 22-й гвардейской армией) была образована в 2013 году в Нижнем Новгороде, при Общественной палате Нижегородской области. Позднее, эта группа получила название «Увековечивание памяти нижегородцев — героев войн XX века» и к работе подключились профессиональные историки — преподаватели вузов Нижнего Новгорода и Арзамаса.
Данные, собранные рабочей группой А. А. Меркурьева, охватывают период 1914—1918 годов, опираются на многолетний труд краеведа-энтузиаста, выпускника исторического факультета ГГУ им. Н. И. Лобачевского, подполковника запаса Молокова Александра Владимировича; на данные из фондов Центрального архива Нижегородской области (ГКУ ЦАНО, Нижний Новгород) и Государственного архива Нижегородской области (ГКУ ГАНО, Арзамас) и сведения из периодической печати за 1914—1916 годы («Нижегородский земский листок», «Нижегородская земская газета», «Нижегородский листок», «Волгарь»).
«Книга памяти нижегородцев…» составлена по территориальному и алфавитному принципам. Именные списки приводятся по административно-территориальному делению Нижегородской губернии на 1914 год, которая включала в себя 11 уездов — Ардатовский, Арзамасский, Балахнинский, Васильсурский, Горбатовский, Княгининский, Лукояновский, Макарьевский, Нижегородский, Семёновский, Сергачский. Помимо уездов составители отдельно выделили раздел «Нижегородская губерния», в который вошли имена тех, в архивных записях которых отсутствуют сведения об уездах и населенных пунктах, но они представлены в документах как уроженцы Нижегородской губернии или проживавшие в ней на момент их призыва в действующую армию. Весь тираж книги бесплатно роздан в библиотеки и школы области.
Источники финансирования: спонсорская помощь граждан РФ и организаций РФ (из Нижнего Новгорода) на полный проект: издание книги, с последующей информационной поддержкой на региональном уровне, в рамках мероприятий Общественной палаты Нижегородской области. (Источник: http://www.palata-nn.ru/activity/projects/heroes)

#### Список изданной литературы
Книга памяти нижегородцев — нижних чинов российской армии и флота, убитых, умерших, пропавших без вести в годы Первой мировой войны. — Нижний Новгород: Деком, 2014. — 364 с., ил. — ISBN 978-5-89533-316-7. — Тираж 1000 экз.

Ответственный редактор: Кауркин Р. В., к. и. н., профессор НГПУ им. К. Минина, руководитель Нижегородского отделения ИРИ РАН.

Составители: А. В. Молоков, Р. В. Кауркин, П. В. Шавенков, Ф. Б. Дроздов, И. З. Герштейн, В. И. Грубов.

Издание подготовлено Нижегородским отделением Института российской истории РАН.
Книга памяти нижегородцев находится в библиотеках Нижегородской области и в крупнейших библиотеках России.

## Пресса
- Герои Первой мировой войны. 16.01.2013, газета «Благовест»
- Рязанская Книга Памяти Великой войны 1914—1918 гг. Газета «Рязанские ведомости» № 7 (4309) от 18.01.2013 (недоступная ссылка)
- О героях былых времён. Рязанцам рассказали о подвиге земляков в годы Первой Мировой. 21.02.2013, А. Хрипунов, еженедельник «Аргументы и Факты» (Рязань)
- Александр Григоров: «Человеку необходимо славное Отечество». 18.03.2014, Е. Сафронова, РИА «7 новостей» (Рязань)
- Волков С. В., д. и. н. Вступительное слово к III-му тому Воронежской Книги Памяти Великой войны 1914—1918 годов.
- Воронежцы увековечили имена 36 героев Первой мировой войны. 01.08.2014, Сетевое издание РИА «Воронеж»
- В Никитинской библиотеке состоялась презентация «Воронежской книги памяти». 25.09.2014, «Вести-Воронеж», ГТРК «Воронеж»
- Презентация «Воронежской Книги Памяти Великой войны 1914—1918 годов». 25.09.2014, журнал «Славянская душа» (Воронеж)
- Сотня книг — частица родословной каждого из нас. 30.09.2014, Э. Ефремов, газета «Сельская жизнь» (Воронеж) для Культура-Воронеж.ру
- Презентация «Крымской книги памяти Великой войны 1914—1918 гг.» и «Книги памяти Черноморский флот в Великой войне 1914—1918 годов». 20.03.2015, Министерство культуры Республики Крым (РФ)
- В Крыму презентовали книгу памяти Первой мировой войны. 24.03.2015, «РИА Новости Крым» (РФ)
- В Симферополе презентовали книгу, посвящённую событиям Первой мировой войны 1914—1918 годов. 24.03.2015, А. Щербак, А. Трищук, «Время новостей», АНО "Телерадиокомпания «Крым»
- Книгу памяти нижегородцев, погибших в годы Первой мировой войны, представили в Нижнем Новгороде. 22.10.2014, М. Черевко, М. Сорокина, А. Булин, Региональное ИА Правительства Нижегородской области «Время Н»
- «Книга памяти нижегородцев — нижних чинов российской армии и флота, убитых, умерших, пропавших без вести в годы Первой мировой войны» вошла в ТОП 5 событий по итогам 2014 года в социальной сфере Нижегородской области по версии журнала Столица Нижний. // Культурно-деловой журнал «Столица Нижний». — № 12 (21) (декабрь 2014 г.)